# جدول دانلود تک‌آهنگ‌های بریتانیا

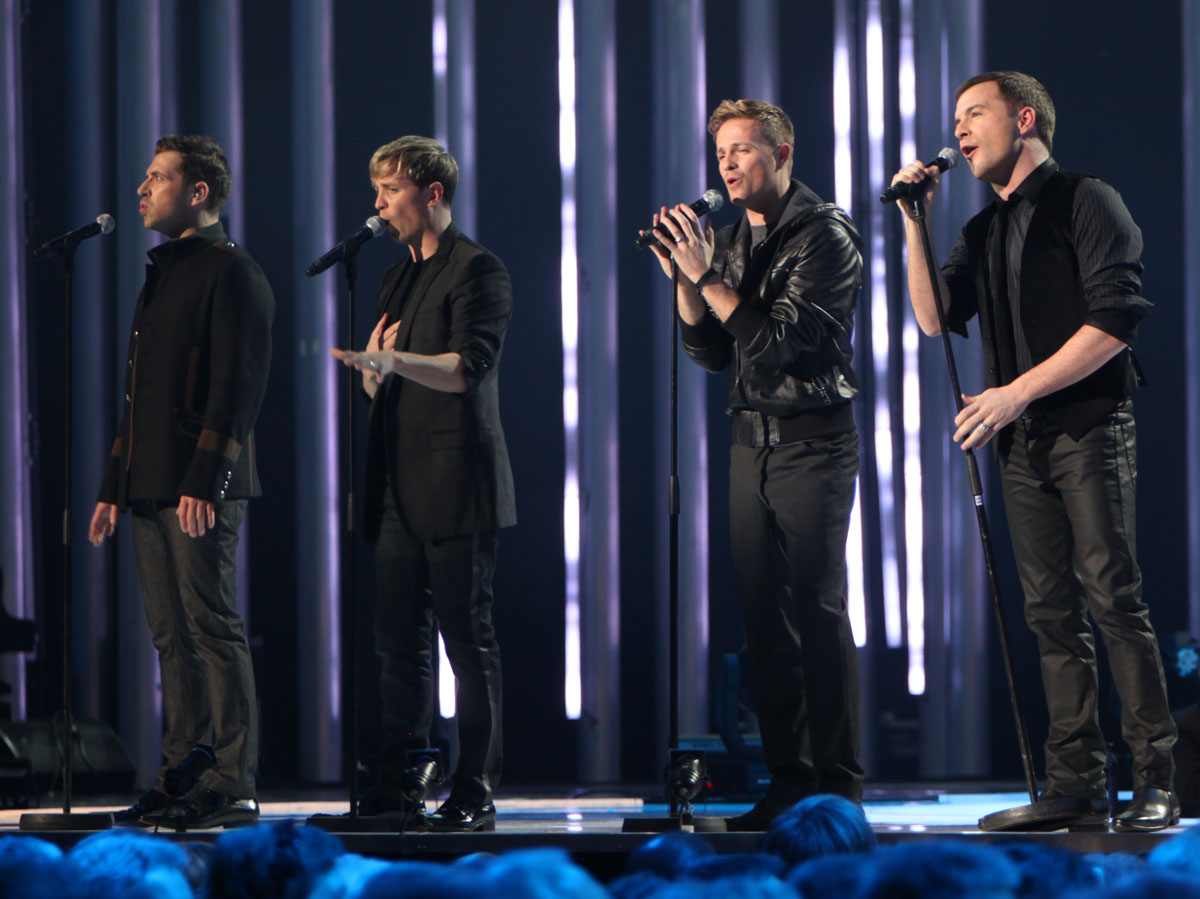
گروه پسرانهٔ ایرلندی وست‌لایف با ترانهٔ «پرواز بدون بال» در سپتامبر ۲۰۰۴ به رتبهٔ نخست جدول دانلود تک‌آهنگ‌های بریتانیا دست یافت.

جدول دانلود تک‌آهنگ‌های بریتانیا (انگلیسی: UK Singles Downloads Chart) یک جدول موسیقی است که توسط شرکت نمودارهای رسمی (OCC) به نمایندگی از صنعت موسیقی گردآوری می‌شود. از ژوئیهٔ ۲۰۱۵، گردآوری هفتگی این جدول از روز جمعه تا پنجشنبه انجام می‌شود و تاریخ جدول نیز برابر با پنجشنبهٔ آینده اعلام می‌شود.

## بیشترین دانلود بر پایهٔ سال
| سال  | تک‌آهنگ                    | هنرمند                                  | ناشر      | منبع             |
| ---- | ------------------------- | --------------------------------------- | --------- | ---------------- |
| ۲۰۰۴ | «ورتیگو»                  | یوتو                                    | یونیورسال | [ ۲ ]            |
| ۲۰۰۵ | «تو زیبایی»               | جیمز بلانت                              | وارنر     | [ ۳ ]            |
| ۲۰۰۶ | «لحظه‌ای مانند این»        | لیونا لوئیس                             | سونی      | [ ۴ ]            |
| ۲۰۰۷ | «گریس کلی»                | میکا                                    | یونیورسال | [ ۵ ]            |
| ۲۰۰۸ | «هله‌لویا»                 | الکساندرا برک                           | سونی      | [ نیازمند منبع ] |
| ۲۰۰۹ | «پوکر فیس»                | لیدی گاگا                               | یونیورسال | [ ۶ ]            |
| ۲۰۱۰ | «دروغ گفتنت را دوست دارم» | امینم به‌همراه ریانا                     | یونیورسال | [ نیازمند منبع ] |
| ۲۰۱۱ | «یکی مثل تو»              | ادل                                     | بگارز     | [ نیازمند منبع ] |
| ۲۰۱۲ | «کسی که قبلاً می‌شناختم»    | گوتیه به‌همراه کیمبرا                    | یونیورسال | [ نیازمند منبع ] |
| ۲۰۱۳ | «خطوط ناواضح»             | رابین تیک به‌همراه تی.آی. و فارل ویلیامز | یونیورسال | [ نیازمند منبع ] |
| ۲۰۱۴ | «خوشحال»                  | فارل ویلیامز                            | سونی      | [ ۷ ]            |
| ۲۰۱۵ | «فانک بالاشهری»           | مارک رانسون به‌همراه برونو مارس          | سونی      | [ نیازمند منبع ] |
| ۲۰۱۶ | «۷ سال»                   | لوکاس گراهام                            | وارنر     | [ ۸ ]            |
| ۲۰۱۷ | «شکل تو»                  | اد شیرن                                 | وارنر     | [ ۹ ]            |
| ۲۰۱۸ | «این منم»                 | کیلا ستل و گروه بزرگ‌ترین شومن           | وارنر     | [ ۱۰ ]           |
| ۲۰۱۹ | «میمون رقاص»              | تونز اند آی                             | سونی      | [ نیازمند منبع ] |
| ۲۰۲۰ | «پرتوهای کورکننده»        | د ویکند                                 | یونیورسال | [ ۱۱ ]           |
| ۲۰۲۱ | «عادت‌های بد»              | اد شیرن                                 | آسیلوم    | [ نیازمند منبع ] |